# 穆拉努尔
穆拉努尔（Mulanur），是印度泰米尔纳德邦Erode县的一个城镇。总人口11903（2001年）。

## 人口
该地2001年总人口11903人，其中男性5979人，女性5924人；0—6岁人口949人，其中男487人，女462人；识字率60.61%，其中男性为71.45%，女性为49.68%。